# Dunkirk (Soundtrack)
Die Filmmusik zu Dunkirk, einem Historienfilm von Christopher Nolan, wurde von Hans Zimmer komponiert. Der Soundtrack zum Film wurde am 21. Juli 2017 veröffentlicht.

## Produktion
Die Musik zum Film Dunkirk wurde von Hans Zimmer komponiert, der im Januar 2016 die Arbeit aufnahm. Hierbei arbeitete er mit Lorne Balfe und Benjamin Wallfisch zusammen.
Da der Film arm an Dialogen ist, kommt der Musik eine Schlüsselfunktion zu. Patrick Heidmann von epd Film meint, der Sound und die aufregend ungewohnte Filmmusik seien wegen der wenigen Dialoge zudem wichtiger als die Bilder von Kameramann Hoyte van Hoytema. Immer wieder sind dabei Versionen des Stücks „Nimrod“ der Enigma-Variationen von Edward Elgar zu hören. Zimmer kombinierte die Filmmusik mit einer Aufnahme einer tickenden Taschenuhr, die Regisseur Nolan gehörte. Zimmer verarbeitete in der Filmmusik zudem weitere Klanggeräusche, so ineinander verwobene Geigen- und Synthesizer-Klänge, wodurch diese mit der Geschwindigkeit eines Actionfilms der 1990er Jahre daherkomme, so Blake Goble von Consequence of Sound, und sich den einzelnen Momenten des Films anpasse.

## Veröffentlichung
Der Soundtrack umfasst 11 Musikstücke und wurde am 21. Juli 2017 von WaterTower Music als Download und auf CD veröffentlicht. Am 13. Oktober 2017 erschien der Soundtrack auf Vinyl. Bereits Anfang Juli 2017 veröffentlichte Warner Bros. mit Supermarine einen ersten Track auf Youtube. Am 28. Februar 2018 wurden eigens für das Oscar-Konzert arrangierte Stücke aus der Filmmusik vom Los Angeles Philharmonic live gespielt.

## Titelliste
1. The Mole
2. We Need Our Army Back
3. Shivering Soldier
4. Supermarine
5. The Tide
6. Regimental Brothers
7. Impulse
8. Home
9. The Oil
10. Variation 15 (Dunkirk)
11. End Titles

## Rezeption
Der Filmkritiker Kevin McCarthy sagte, Hans Zimmers Musik spiele im Film die Hauptrolle.
Im Telegraph heißt es, Zimmer, der mit Christopher Nolan bereits seit dem Film The Dark Knight Rises aus dem Jahr 2012 zusammengearbeitet hatte, triumphiere mit seiner Arbeit für Dunkirk ein weiteres Mal, wenn er seiner Spannung aufbauenden Filmmusik mit dem Ticken der Taschenuhr des Regisseurs kombiniere.
Kathrin Häger vom Filmdienst beschreibt: „Mal erinnern die anschwellenden Partituren an die Klänge eines Echolots, mal an aneinanderreibende Metallstreben, dann wieder an Sirenen, die  einen in hellen Aufruhr versetzen.“
Peter Debruge von Variety spricht von einer bombastischen, die Spannung steigernden Filmmusik, in die Zimmer ein fast allgegenwärtiges Ticken der Stoppuhr in das teils überwältigende Sounddesign des Films einwebe. Es handele sich nicht so sehr um Musik, sondern eher um eine basslastige, stimmungsvolle Geräuschkulisse.  Sein Kollege Kristopher Tapley hält Zimmer für einen aussichtsreichen Kandidaten bei der kommenden Oscarverleihung, dessen Filmmusik unglaublich effektiv darin sei, den Film zu jeder Zeit voranzutreiben.

## Charterfolge
Am 28. Juli 2017 stieg der Soundtrack auf Position 5 in die Soundtrack Albums Chart Top 50 ein.

## Auszeichnungen
Am 18. Dezember 2017 wurde bekannt, dass sich Hans Zimmers Arbeit auf einer Shortlist befindet, aus der die Nominierungen in der Kategorie Beste Filmmusik im Rahmen der Oscarverleihung 2018 erfolgten. Im Folgenden eine Auswahl von Nominierungen und Auszeichnungen im Rahmen bekannter Filmpreise.
British Academy Film Awards 2018
- Nominierung für die Beste Filmmusik (Hans Zimmer)

Critics’ Choice Movie Awards 2018
- Nominierung für die Beste Filmmusik (Hans Zimmer)[20]

Golden Globe Awards 2018
- Nominierung für die Beste Filmmusik

Grammy Awards 2018
- Nominierung als Best Score Soundtrack For Visual Media (Hans Zimmer)[21]

London Critics’ Circle Film Awards 2018
- Nominierung in der Kategorie Technical Achievement of the Year (Filmmusik von Hans Zimmer)[22]

Los Angeles Online Film Critics Society Awards 2018
- Nominierung für die Beste Filmmusik[23]

Oscarverleihung 2018
- Nominierung für die Beste Filmmusik (Hans Zimmer)

Phoenix Film Critics Society Awards 2017
- Nominierung als Best Original Score[24]

Satellite Awards 2017
- Nominierung für die Beste Filmmusik (Hans Zimmer)[25]